# Ernest Clair-Guyot
Ernest Clair-Guyot né Victorin Clair Ernest Guyot le 30 juin 1856 à Melun et mort le 5 février 1938 à Livry-Gargan, est un peintre, illustrateur, lithographe et photographe français.
Il est le père du photographe Jean Clair-Guyot.

## Biographie
Ernest Clair-Guyot n'a que 17 ans quand il débute au Salon de 1873 où il expose une toile, puis entre à l'École des beaux-arts de Paris où il obtient le prix d’anatomie. Il exerce d'abord à la faïencerie de Gien.
En 1883, il est recruté comme collaborateur au journal L'Illustration où il poursuit une longue carrière, effectuant le passage de l'illustration par gravure à la photo-gravure. Il devient l'un des premiers photo-reporters, mandaté par son journal, pour couvrir les grands événements de l'actualité.
Il collabore également au Cri du peuple sous le pseudonyme « Clarus ».

## L'Illustrationdu 25 juillet 1891

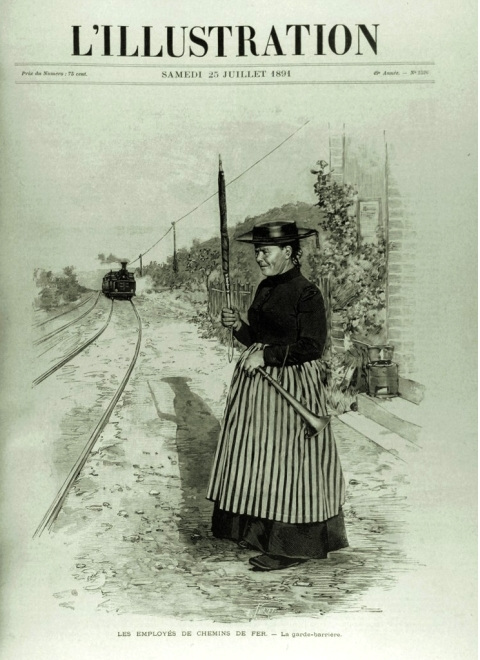
La garde-barrière, couverture de L'Illustration du 25 juillet 1891.

La Une de ce numéro, représentant La garde-barrière, reproduite par Henri Thiriat utilisant une photo de Clair-Guyot, est souvent citée dans la littérature de l'histoire de la photographie comme l'une des premières reproductions par un procédé de photogravure dans la presse. Ceci est dû à un article que publie Clair-Guyot dans L'Illustration de juillet 1933 intitulé « Un demi-siècle à L’Illustration » où il met en valeur cette image, mais le procédé avait déjà été utilisé quelque temps auparavant comme le précise Thierry Gervais dans une étude détaillée sur les mutations techniques de la presse entre 1880 et 1900.